# Haus Löwenstein (Aachen)

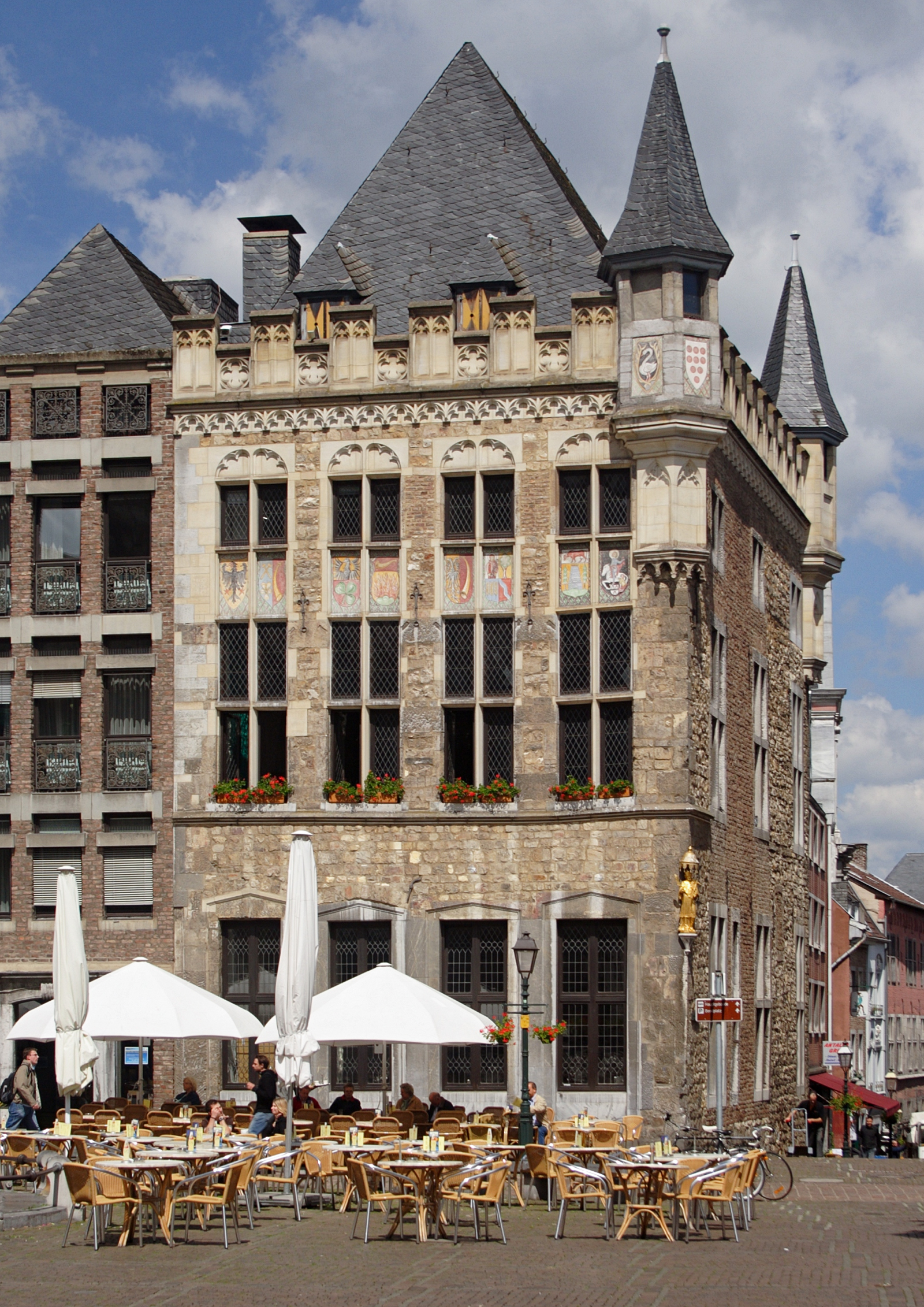
Haus Löwenstein

Das unter dem Namen Haus Löwenstein bekannte Gebäude am Markt Nr. 41, Ecke Pontstraße in Aachen wurde parallel zum Aachener Rathaus errichtet und um 1344 fertiggestellt. Es ist neben Dom und Rathaus eines der wenigen gotischen Bauwerke, die den großen Stadtbrand von 1656 überstanden.

## Geschichtliches
Die ursprüngliche Nutzung des Hauses ist unbekannt. Die noch erhaltenen staufischen Kellergewölbe, die aus dem gleichen Stein und im gleichen Stil angefertigt wurden, wie im etwas älteren Haus Brüssel direkt gegenüber auf der anderen Straßenseite der Pontstraße, deuten darauf hin, dass es sich um eine Gaststätte oder ein Weinhaus gehandelt haben könnte. Später diente es wohlhabenden Aachener Bürgern als Wohnhaus. Benannt wurde es nach Anna Löwenstein, seiner ersten bekannten Besitzerin. Vermutlich handelte es sich bei der Familie Löwenstein um ein Adelsgeschlecht, dessen Name ursprünglich Lewe lautete. Der Namenszusatz Stein ergab sich, weil das Haus im Gegensatz zu den in dieser Zeit meistens in Holz- und Lehmbauweise gehaltenen Gebäuden aus festem Bruchstein bestand. Für das Jahr 1478 ist eine nicht weiter belegte Ida von Löwenstein als Bewohnerin überliefert. Zu den späteren Besitzern zählten unter anderem der Bürgermeister Adam Munten, ein Kanonikus, ein Bankier und ein Kaufmann. Darüber hinaus diente das Haus als Treffpunkt der Zunft zum Löwenstein sowie während der Reformationszeit als Ort für lutherische Gottesdienste. Ende des 19. Jahrhunderts wurde das Haus Löwenstein mit dem benachbarten Haus Zum Wolf vereinigt und gemeinsam erhielten sie 1905 einen neugotischen Putz. Seitdem befindet sich im Haus Zum Wolf der gemeinsame Eingang für beide Häuser. 
Schließlich erwarb im Jahr 1969 die Stadt Aachen beide Häuser und ließ sie in den 1970er Jahren unter Federführung von Leo Hugot maßgeblich restaurieren und sanieren. Dabei wurden die Häuser in der Fassade wieder getrennt und beim Haus Löwenstein die mittelalterliche Bausubstanz erneut zum Vorschein gebracht sowie die Wappen der ehemals selbständigen, zu Aachen eingemeindeten Gebiete eingefügt. Der Eingang für beide Häuser befindet sich weiterhin im Haus Zum Wolf und wurde im Rahmen der Restaurierungsmaßnahmen mit einem barocken Blausteinportal ausgeschmückt, das aus dem ehemaligen Kloster am Marienbongard stammt und mit dem Jahr 1758 datiert ist.

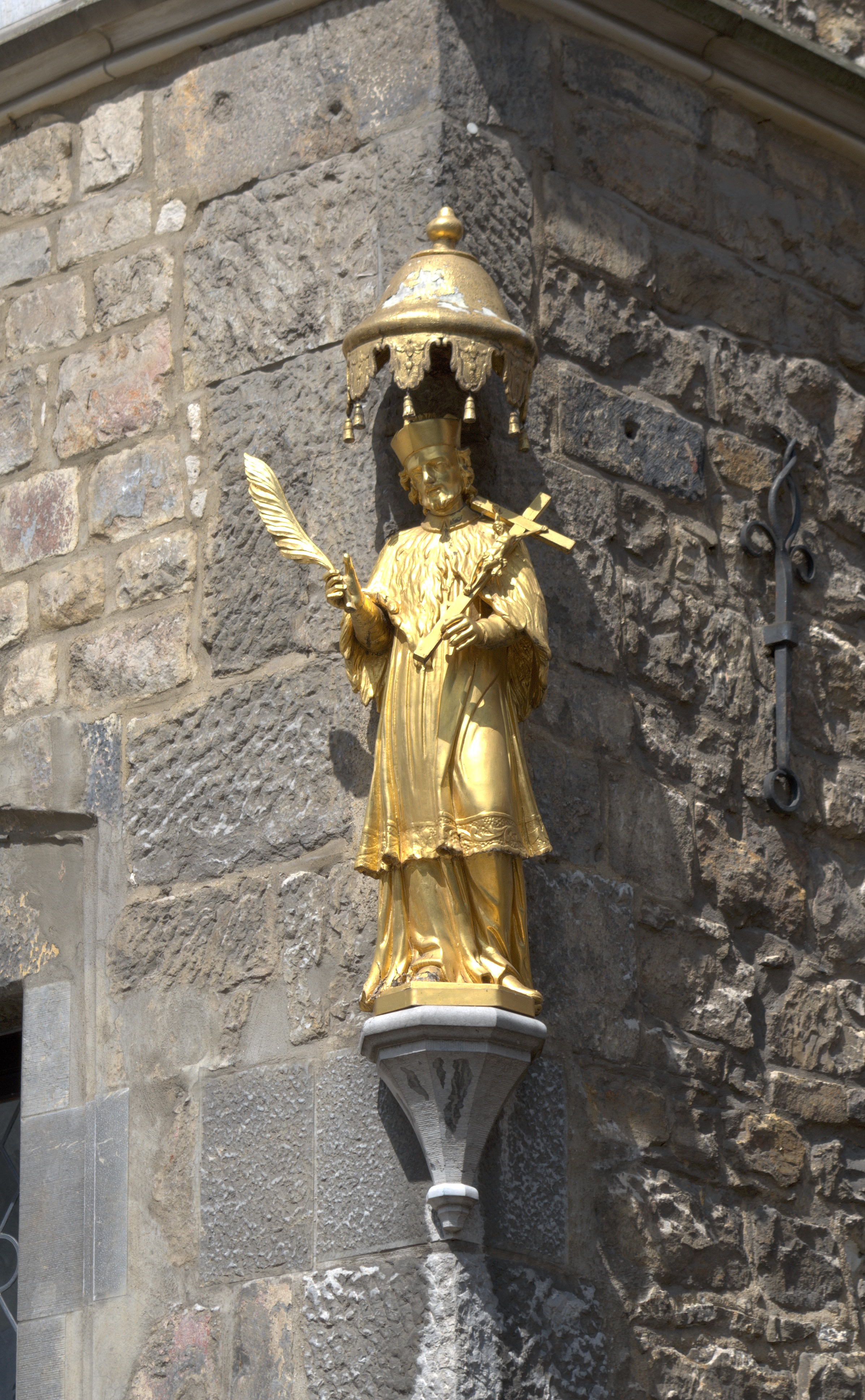
Nepomuk-Figur am Haus Löwenstein

Eine Besonderheit des Hauses Löwenstein ist die Figur des heiligen Nepomuk in der Nische unterhalb des Ecktürmchens, die aus dem Jahr 1747 stammt und an den böhmischen Kleriker Johann von Nepomuk erinnert.

## Aktuelles
Heute ist Haus Löwenstein in Stadtbesitz und stellt Räumlichkeiten für Rat und Stadtverwaltung. Zudem wird es durch das Zentrale Karnevalsarchiv und -Museum des Ausschusses Aachener Karneval genutzt.
Das Gebäude ist unter der Nummer 2321 mit folgendem Hinweis in der Denkmalliste der Stadt Aachen eingetragen:

„Früher Bürgerhaus, heute Verwaltungsgebäude „Haus Löwenstein“, Kern 14. Jh. erbaut; Restaurierungs- und Umbauarbeiten 1973, spätgotisches Haus mit Werksteingliederung, 3-geschossig, Ecktürmchen, Zinnenkranz und abgewalmtes Dach, im angefügten Anbau Blausteinportal des 18. Jh. vom Kloster im Klosterbongard, im Keller Tonnengewölbe aus dem Mittelalter in Mergelstein.“